# 美作千代站
美作千代站（日语：／ Mimasaka-Sendai eki */?）是位於岡山縣津山市領家，西日本旅客鐵道（JR西日本）的姬新線車站。
所有定期列車停站，曾經於星期六、日及假日延長運輸的津山線快速「壽」會通過此站。

## 歷史
- 1923年（大正12年）8月21日 - 作備線 津山至美作追分之間開業，此站啟用。
  - 當時車站地址為岡山縣久米郡久米村（日语：久米村 (岡山県)）領家。
- 1929年（昭和4年）4月14日 - 隨著作備西線開通，作備線改名為作備東線，此站成為作備東線車站。
- 1930年（昭和5年）12月11日 - 隨著津山至新見之間全線開通，作備東線成為作備線一部分，此站成為作備線車站。
- 1936年（昭和11年）10月10日 - 作備線成為姬新線一部分，此站成為姬新線車站。
- 1955年（昭和30年）1月1日 - 隨著久米町（日语：久米町）成立，車站地址變為岡山縣久米郡久米町領家。
- 1987年（昭和62年）4月1日 - 伴隨國鐵分割民營化，車站由西日本旅客鐵道（JR西日本）營運。
- 2005年（平成17年）2月28日 - 久米町編入至津山市，車站地址變為岡山縣津山市領家。

## 車站構造

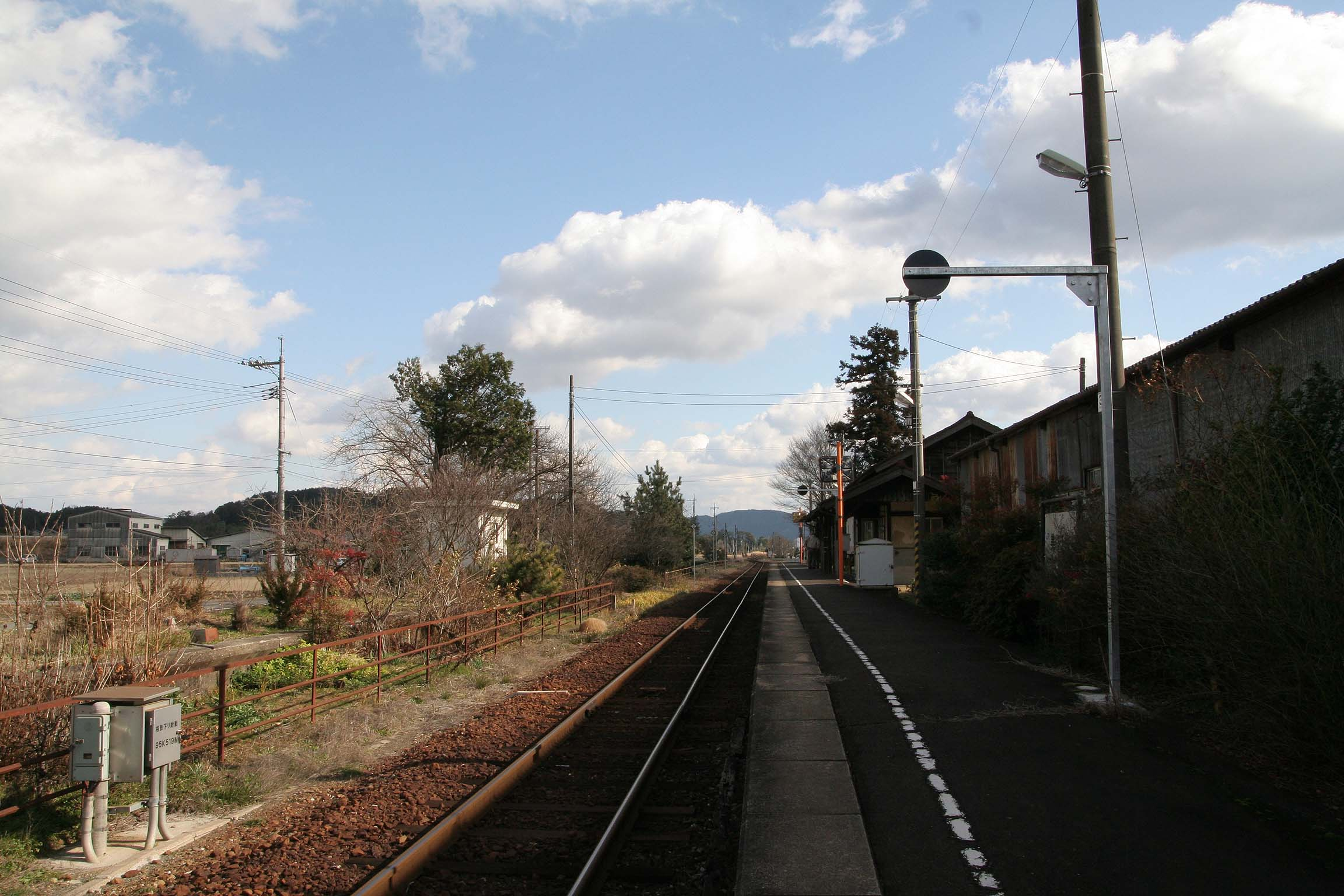
站內（2008年1月3日）

車站是一座地面車站，設有1面1線的單式月台，新見方向的列車會開啟左邊車門。新見方向和津山方向的列車使用同一月台。此站曾經設有2面2線的相對式月台，現時一邊的路軌已經撤走。
此站是由津山站管理的無人車站。此站設有車站大樓，大樓為一座本造瓦頂的建築物，站前設有郵筒，此站沒有自動售票機。

## 車站周邊
- 津山市政廳久米分所
- 久米郵局
- 津山市立久米中學
- 道之驛久米之里（日语：道の駅久米の里）
- 中國自動車道 久米巴士站（日语：久米バスストップ）
- 國道181號（日语：国道181号）
- 岡山縣道205號美作千代停車場線（日语：岡山県道205号美作千代停車場線）

## 使用狀況
以下為近年1日平均乘車人次列表。
| 年度 | 1日平均 乘車人次 |
| ---- | ---------------- |
| 1999 | 112              |
| 2000 | 114              |
| 2001 | 107              |
| 2002 | 97               |
| 2003 | 92               |
| 2004 | 82               |
| 2005 | 86               |
| 2006 | 73               |
| 2007 | 70               |
| 2008 | 53               |
| 2009 | 61               |
| 2010 | 61               |
| 2011 | 61               |
| 2012 | 50               |
| 2013 | 52               |
| 2014 | 50               |
| 2015 | 49               |
| 2016 | 42               |
| 2017 | 36               |
| 2018 | 34               |

## 相鄰車站
西日本旅客鐵道（JR西日本）
 姬新線
■快速
津山－美作千代－坪井
■普通
院庄－美作千代－坪井

## 注腳
1. ↑  岡山縣統計年報 （页面存档备份，存于）（日語）

## 外部連結
- 美作千代｜車站資訊：JR出門網 - 西日本旅客鐵道（日語）